# Puškar
Puškar (hindsky पुष्कर, anglicky Pushkar) je město v Rádžasthánu, jednom z indických svazových států. K roku 2011 v něm žilo přes jednadvacet tisíc obyvatel.

## Poloha
Puškar leží v západní části pohoří Arávalí na východním okraji Thárské pouště. Od okresního města Adžméru je vzdálen necelých deset kilometrů severozápadně, od Džajpuru, hlavního města Rádžastánu, přibližně 150 kilometrů jihozápadně.

## Obyvatelstvo
Převažujícím náboženstvím je s 94,5 % hinduismus, následuje s 4 % islám.